# Симор (Тенеси)
Симор (енгл. Seymour) насељено је место без административног статуса у америчкој савезној држави Тенеси.

## Демографија
По попису из 2010. године број становника је 10.919, што је 2.069 (23,4%) становника више него 2000. године.
| Група             | 2000.         | 2010.          |
| Белци             | 8.612 (97,3%) | 10.477 (96,0%) |
| Афроамериканци    | 32 (0,4%)     | 77 (0,7%)      |
| Азијати           | 42 (0,5%)     | 61 (0,6%)      |
| Хиспаноамериканци | 77 (0,9%)     | 188 (1,7%)     |
| Укупно            | 8.850         | 10.919         |